# Kirsten Carlsen
Kirsten Carlsen (ur. 9 stycznia 1938 w Kopenhadze) – duńska biegaczka narciarska, uczestniczka Zimowych Igrzysk Olimpijskich 1968. Żona dwukrotnego olimpijczyka Svenda Carlsena.

## Osiągnięcia

### Igrzyska olimpijskie
| Miejsce | Dzień     | Rok  | Miejscowość | Konkurencja             | Czas biegu  | Strata       | Zwyciężczyni     |
| ------- | --------- | ---- | ----------- | ----------------------- | ----------- | ------------ | ---------------- |
| 32.     | 9 lutego  | 1968 | Grenoble    | 10 km stylem klasycznym | 46:56,2 min | +10:09,7 min | Toini Gustafsson |
| 34.     | 13 lutego | 1968 | Grenoble    | 5 km stylem klasycznym  | 19:56,6 min | +3:11,4 min  | Toini Gustafsson |